# 中央人民政府駐特別行政區聯絡辦公室
中央人民政府駐特別行政區聯絡辦公室（簡稱中聯辦、中央政府聯絡辦）是中华人民共和国中央人民政府（国务院）派駐特別行政區的辦事機構（聯絡辦公室）。历史上，中华人民共和国政府派驻香港和澳門的官方代表机构对外以新華社香港分社和新華社澳門分社的名義運作，在香港和澳門相繼回歸後於2000年1月18日分别改名為：
- 中央人民政府駐香港特別行政區聯絡辦公室（香港中联办）
- 中央人民政府駐澳門特別行政區聯絡辦公室（澳门中联办）

中國共產黨还曾在香港和澳門派驻地方组织中国共产党港澳工作委員會（簡稱中共港澳工委），受中央港澳工作領導小組领导，设在新华社香港分社和澳门分社内。1991年底，中共港澳工委拆分为下列机构：
- 中国共产党中央委员会香港工作委员会（中央香港工委）
- 中国共产党中央委员会澳门工作委员会（中央澳门工委）

中共中央港澳事务主管部门是中共中央港澳工作办公室（港澳办），中央港澳工作領導小組办公室亦设在此处。